# Danh sách tiểu hành tinh: 5901–6000
| Tên                 | Tên đầu tiên | Ngày phát hiện       | Nơi phát hiện            | Người phát hiện                                        |
| ------------------- | ------------ | -------------------- | ------------------------ | ------------------------------------------------------ |
| 5901                | 1986 WB1     | 25 tháng 11 năm 1986 | Kleť                     | Z. Vávrová                                             |
| 5902 Talima         | 1987 QY10    | 27 tháng 8 năm 1987  | Nauchnij                 | L. G. Karachkina                                       |
| 5903                | 1989 AN1     | 6 tháng 1 năm 1989   | Kushiro                  | S. Ueda, H. Kaneda                                     |
| 5904 Württemberg    | 1989 AE7     | 10 tháng 1 năm 1989  | Tautenburg Observatory   | F. Börngen                                             |
| 5905 Johnson        | 1989 CJ1     | 11 tháng 2 năm 1989  | Palomar                  | E. F. Helin                                            |
| 5906                | 1989 SN5     | 24 tháng 9 năm 1989  | Lake Tekapo              | A. C. Gilmore, P. M. Kilmartin                         |
| 5907                | 1989 TU5     | 2 tháng 10 năm 1989  | Cerro Tololo             | S. J. Bus                                              |
| 5908 Aichi          | 1989 UF      | 20 tháng 10 năm 1989 | Kani                     | Y. Mizuno, T. Furuta                                   |
| 5909 Nagoya         | 1989 UT      | 23 tháng 10 năm 1989 | Kani                     | Y. Mizuno, T. Furuta                                   |
| 5910 Zátopek        | 1989 WH4     | 29 tháng 11 năm 1989 | Kleť                     | A. Mrkos                                               |
| 5911                | 1989 WO7     | 25 tháng 11 năm 1989 | Kushiro                  | S. Ueda, H. Kaneda                                     |
| 5912 Oyatoshiyuki   | 1989 YR      | 20 tháng 12 năm 1989 | Ojima                    | T. Niijima, T. Urata                                   |
| 5913                | 1990 BU      | 21 tháng 1 năm 1990  | Yorii                    | M. Arai, H. Mori                                       |
| 5914 Kathywhaler    | 1990 WK      | 20 tháng 11 năm 1990 | Siding Spring            | R. H. McNaught                                         |
| 5915 Yoshihiro      | 1991 EU      | 9 tháng 3 năm 1991   | Geisei                   | T. Seki                                                |
| 5916 van der Woude  | 1991 JD1     | 8 tháng 5 năm 1991   | Palomar                  | E. F. Helin                                            |
| 5917 Chibasai       | 1991 NG      | 7 tháng 7 năm 1991   | Palomar                  | E. F. Helin                                            |
| 5918                | 1991 NV3     | 6 tháng 7 năm 1991   | La Silla                 | H. Debehogne                                           |
| 5919 Patrickmartin  | 1991 PW12    | 5 tháng 8 năm 1991   | Palomar                  | H. E. Holt                                             |
| 5920                | 1992 SX17    | 30 tháng 9 năm 1992  | Palomar                  | H. E. Holt                                             |
| 5921                | 1992 UL      | 19 tháng 10 năm 1992 | Kushiro                  | S. Ueda, H. Kaneda                                     |
| 5922 Shouichi       | 1992 UV      | 21 tháng 10 năm 1992 | Kiyosato                 | S. Otomo                                               |
| 5923 Liedeke        | 1992 WC8     | 16 tháng 11 năm 1992 | Kitt Peak                | Spacewatch                                             |
| 5924 Teruo          | 1994 CH1     | 7 tháng 2 năm 1994   | Oizumi                   | T. Kobayashi                                           |
| 5925                | 1994 CP1     | 5 tháng 2 năm 1994   | Kushiro                  | S. Ueda, H. Kaneda                                     |
| 5926 Schönfeld      | 1929 PB      | 4 tháng 8 năm 1929   | Heidelberg               | M. F. Wolf                                             |
| 5927                | 1938 HA      | 19 tháng 4 năm 1938  | Hamburg-Bergedorf        | W. Dieckvoss                                           |
| 5928 Pindarus       | 1973 SK1     | 19 tháng 9 năm 1973  | Palomar                  | C. J. van Houten, I. van Houten-Groeneveld, T. Gehrels |
| 5929 Manzano        | 1974 XT      | 14 tháng 12 năm 1974 | El Leoncito              | Felix Aguilar Observatory                              |
| 5930 Zhiganov       | 1975 VW2     | 2 tháng 11 năm 1975  | Nauchnij                 | T. M. Smirnova                                         |
| 5931 Zhvanetskij    | 1976 GK3     | 1 tháng 4 năm 1976   | Nauchnij                 | N. S. Chernykh                                         |
| 5932 Prutkov        | 1976 GO3     | 1 tháng 4 năm 1976   | Nauchnij                 | N. S. Chernykh                                         |
| 5933 Kemurdzhian    | 1976 QN      | 26 tháng 8 năm 1976  | Nauchnij                 | N. S. Chernykh                                         |
| 5934 Mats           | 1976 SJ      | 20 tháng 9 năm 1976  | Kvistaberg               | C.-I. Lagerkvist, H. Rickman                           |
| 5935 Ostankino      | 1977 EF1     | 13 tháng 3 năm 1977  | Nauchnij                 | N. S. Chernykh                                         |
| 5936 Khadzhinov     | 1979 FQ2     | 29 tháng 3 năm 1979  | Nauchnij                 | N. S. Chernykh                                         |
| 5937 Lodén          | 1979 XQ      | 11 tháng 12 năm 1979 | Kvistaberg               | C.-I. Lagerkvist                                       |
| 5938 Keller         | 1980 FH2     | 16 tháng 3 năm 1980  | La Silla                 | C.-I. Lagerkvist                                       |
| 5939 Toshimayeda    | 1981 EU8     | 1 tháng 3 năm 1981   | Siding Spring            | S. J. Bus                                              |
| 5940 Feliksobolev   | 1981 TJ4     | 8 tháng 10 năm 1981  | Nauchnij                 | L. I. Chernykh                                         |
| 5941 Valencia       | 1982 UQ6     | 20 tháng 10 năm 1982 | Nauchnij                 | L. G. Karachkina                                       |
| 5942 Denzilrobert   | 1983 AN2     | 10 tháng 1 năm 1983  | Palomar                  | B. E. Behymer, M. S. Marley                            |
| 5943 Lovi           | 1984 EG      | 1 tháng 3 năm 1984   | Anderson Mesa            | E. Bowell                                              |
| 5944 Utesov         | 1984 JA2     | 2 tháng 5 năm 1984   | Nauchnij                 | L. G. Karachkina                                       |
| 5945 Roachapproach  | 1984 SQ3     | 28 tháng 9 năm 1984  | Anderson Mesa            | B. A. Skiff                                            |
| 5946 Hrozný         | 1984 UC1     | 28 tháng 10 năm 1984 | Kleť                     | A. Mrkos                                               |
| 5947 Bonnie         | 1985 FD      | 21 tháng 3 năm 1985  | Palomar                  | C. S. Shoemaker, E. M. Shoemaker                       |
| 5948 Longo          | 1985 JL      | 15 tháng 5 năm 1985  | Anderson Mesa            | E. Bowell                                              |
| 5949                | 1985 RL3     | 6 tháng 9 năm 1985   | La Silla                 | H. Debehogne                                           |
| 5950 Leukippos      | 1986 PS4     | 9 tháng 8 năm 1986   | Smolyan                  | E. W. Elst, V. G. Ivanova                              |
| 5951 Alicemonet     | 1986 TZ1     | 7 tháng 10 năm 1986  | Anderson Mesa            | E. Bowell                                              |
| 5952 Davemonet      | 1987 EV      | 4 tháng 3 năm 1987   | Anderson Mesa            | E. Bowell                                              |
| 5953 Shelton        | 1987 HS      | 25 tháng 4 năm 1987  | Palomar                  | C. S. Shoemaker, E. M. Shoemaker                       |
| 5954 Epikouros      | 1987 QS1     | 19 tháng 8 năm 1987  | La Silla                 | E. W. Elst                                             |
| 5955 Khromchenko    | 1987 RT3     | 2 tháng 9 năm 1987   | Nauchnij                 | L. I. Chernykh                                         |
| 5956 d'Alembert     | 1988 CF5     | 13 tháng 2 năm 1988  | La Silla                 | E. W. Elst                                             |
| 5957 Irina          | 1988 JN      | 11 tháng 5 năm 1988  | Palomar                  | C. S. Shoemaker, E. M. Shoemaker                       |
| 5958 Barrande       | 1989 BS1     | 29 tháng 1 năm 1989  | Kleť                     | A. Mrkos                                               |
| 5959 Shaklan        | 1989 NB1     | 2 tháng 7 năm 1989   | Palomar                  | E. F. Helin                                            |
| 5960 Wakkanai       | 1989 US      | 21 tháng 10 năm 1989 | Kagoshima                | M. Mukai, M. Takeishi                                  |
| 5961                | 1989 YH1     | 30 tháng 12 năm 1989 | Siding Spring            | R. H. McNaught                                         |
| 5962 Shikokutenkyo  | 1990 HK      | 18 tháng 4 năm 1990  | Geisei                   | T. Seki                                                |
| 5963                | 1990 QP2     | 24 tháng 8 năm 1990  | Palomar                  | H. E. Holt                                             |
| 5964                | 1990 QN4     | 23 tháng 8 năm 1990  | Palomar                  | H. E. Holt                                             |
| 5965                | 1990 SV15    | 16 tháng 9 năm 1990  | Palomar                  | H. E. Holt                                             |
| 5966 Tomeko         | 1990 VS6     | 15 tháng 11 năm 1990 | Geisei                   | T. Seki                                                |
| 5967 Edithlevy      | 1991 CM5     | 9 tháng 2 năm 1991   | Palomar                  | C. S. Shoemaker                                        |
| 5968 Trauger        | 1991 FC      | 17 tháng 3 năm 1991  | Palomar                  | E. F. Helin                                            |
| 5969 Ryuichiro      | 1991 FT      | 17 tháng 3 năm 1991  | Geisei                   | T. Seki                                                |
| 5970 Ohdohrikouen   | 1991 JS1     | 13 tháng 5 năm 1991  | JCPM Sapporo             | K. Watanabe                                            |
| 5971 Tickell        | 1991 NT2     | 12 tháng 7 năm 1991  | Palomar                  | H. E. Holt                                             |
| 5972 Harryatkinson  | 1991 PS12    | 5 tháng 8 năm 1991   | Palomar                  | H. E. Holt                                             |
| 5973 Takimoto       | 1991 QC      | 17 tháng 8 năm 1991  | Kiyosato                 | S. Otomo                                               |
| 5974                | 1991 UZ2     | 31 tháng 10 năm 1991 | Kushiro                  | S. Ueda, H. Kaneda                                     |
| 5975 Otakemayumi    | 1992 SG      | 21 tháng 9 năm 1992  | Kitami                   | K. Endate, K. Watanabe                                 |
| 5976 Kalatajean     | 1992 SR2     | 25 tháng 9 năm 1992  | Harvard Observatory      | Oak Ridge Observatory                                  |
| 5977                | 1992 TH1     | 1 tháng 10 năm 1992  | Palomar                  | H. E. Holt                                             |
| 5978 Kaminokuni     | 1992 WT      | 16 tháng 11 năm 1992 | Kitami                   | K. Endate, K. Watanabe                                 |
| 5979                | 1992 XF      | 15 tháng 12 năm 1992 | Kushiro                  | S. Ueda, H. Kaneda                                     |
| 5980                | 1993 FP2     | 26 tháng 3 năm 1993  | Kushiro                  | S. Ueda, H. Kaneda                                     |
| 5981 Kresilas       | 2140 P-L     | 24 tháng 9 năm 1960  | Palomar                  | C. J. van Houten, I. van Houten-Groeneveld, T. Gehrels |
| 5982 Polykletus     | 4862 T-1     | 13 tháng 5 năm 1971  | Palomar                  | C. J. van Houten, I. van Houten-Groeneveld, T. Gehrels |
| 5983 Praxiteles     | 2285 T-2     | 29 tháng 9 năm 1973  | Palomar                  | C. J. van Houten, I. van Houten-Groeneveld, T. Gehrels |
| 5984 Lysippus       | 4045 T-3     | 16 tháng 10 năm 1977 | Palomar                  | C. J. van Houten, I. van Houten-Groeneveld, T. Gehrels |
| 5985                | 1942 RJ      | 7 tháng 9 năm 1942   | Turku                    | L. Oterma                                              |
| 5986 Xenophon       | 1969 TA      | 2 tháng 10 năm 1969  | Đài thiên văn Zimmerwald | P. Wild                                                |
| 5987 Liviogratton   | 1975 LQ      | 6 tháng 6 năm 1975   | El Leoncito              | Felix Aguilar Observatory                              |
| 5988 Gorodnitskij   | 1976 GN2     | 1 tháng 4 năm 1976   | Nauchnij                 | N. S. Chernykh                                         |
| 5989 Sorin          | 1976 QC1     | 26 tháng 8 năm 1976  | Nauchnij                 | N. S. Chernykh                                         |
| 5990 Panticapaeon   | 1977 EO      | 9 tháng 3 năm 1977   | Nauchnij                 | N. S. Chernykh                                         |
| 5991 Ivavladis      | 1979 HE3     | 25 tháng 4 năm 1979  | Nauchnij                 | N. S. Chernykh                                         |
| 5992 Nittler        | 1981 DZ      | 28 tháng 2 năm 1981  | Siding Spring            | S. J. Bus                                              |
| 5993 Tammydickinson | 1981 EU22    | 2 tháng 3 năm 1981   | Siding Spring            | S. J. Bus                                              |
| 5994 Yakubovich     | 1981 SZ7     | 29 tháng 9 năm 1981  | Nauchnij                 | L. V. Zhuravleva                                       |
| 5995 Saint-Aignan   | 1982 DK      | 20 tháng 2 năm 1982  | Anderson Mesa            | E. Bowell                                              |
| 5996 Julioangel     | 1983 NR      | 11 tháng 7 năm 1983  | Anderson Mesa            | E. Bowell                                              |
| 5997 Dirac          | 1983 TH      | 1 tháng 10 năm 1983  | Kleť                     | A. Mrkos                                               |
| 5998 Sitenský       | 1986 RK1     | 2 tháng 9 năm 1986   | Kleť                     | A. Mrkos                                               |
| 5999 Plescia        | 1987 HA      | 23 tháng 4 năm 1987  | Palomar                  | C. S. Shoemaker, E. M. Shoemaker                       |
| 6000 United Nations | 1987 UN      | 27 tháng 10 năm 1987 | Đài thiên văn Brorfelde  | P. Jensen                                              |